# Europa Orbiter
La Europa Orbiter fue una misión planificada de la NASA para estudiar la luna Europa de Júpiter, que fue cancelada en 2002.Sus principales objetivos incluían determinar la presencia o ausencia de un océano subsuperficial e identificar sitios candidatos para futuras misiones de aterrizaje. Europa Orbiter recibió financiación previa al proyecto en 1998 y fue el resultado del proyecto Fire and Ice de la NASA. Finalmente fue cancelada en 2002.

## Descripción
Europa Orbiter fue un diseño para una misión a la luna joviana Europa, basada en un orbitador de 900 kg ), de los cuales 500 kg eran combustible para maniobras.  Habría sido impulsada por energía de un generador termoeléctrico de radioisótopos (RTG) y el lanzamiento de 2003 desde el transbordador espacial .  Esto habría significado una llegada a Júpiter en 2007, momento en el que comenzaría una gira científica de tres partes centrada en Europa.
La carga útil científica incluiría un radar para determinar el espesor del hielo en Europa y determinar qué había debajo de él.  Otros instrumentos serían un altímetro y sistemas de imágenes, entre otros dispositivos.